# Frankie Genaro
Frankie Genaro (* 26. August 1901 als Frank DiGennara in New York City; † 27. Dezember 1966 in Staten Island, New York City) war ein US-amerikanischer Boxer, der bei den Olympischen Spielen 1920 die Goldmedaille im Fliegengewicht holte.

## Leben
Genaro holte bei den Olympischen Spielen 1920 die Goldmedaille in der Gewichtsklasse Fliegengewicht, nachdem er gegen Einar Nilsen aus Norwegen, Jean Rampignon und Charles Albert aus Frankreich und schließlich gegen Anders Pedersen aus Dänemark gewann. Im selben Jahr wurde er Profisportler und gewann zwei Kämpfe gegen Charlie Phil Rosenberg und Pancho Villa. Im Jahr 1923 holte er mit weiteren Siegen gegen Villa und gegen Bud Taylor den Amerika-Titel seiner Gewichtsklasse. Diesen Titel verlor er 1925, als er einen Kampf gegen Fidel LaBarba verlor. 
1928 gewann er den Titel der NBA (heute World Boxing Association), verlor diesen aber bei seinem ersten Verteidigungskampf gegen Emile Pladner wieder. Bei einem Rematch einen Monat später, gewann er gegen Pladner und konnte somit den Titel zurückerobern. Er konnte den Titel anschließend erfolgreich gegen Ernie Jarvis, Yvon Trevidic und erneut Belanger verteidigen. Anschließend trat er gegen Midget Wolgast, dieser Kampf endete in einem Unentschieden. Genaro verteidigte seinen Titel danach erfolgreich gegen Victor Ferrand, Jackie Harmon und Valentin Angelmann. Er verlor ihn erst wieder 1931, nachdem er gegen Victor Perez durch K. o. verlor. 
Nach seiner Niederlage konnte er keinen Titel mehr erringen und trat schließlich 1934 zurück. 1998 wurde Genaro in die Box-Hall of Fame aufgenommen.